# Antidépresseur tétracyclique
Wikipédia ne donne pas d'avis médical : seul un professionnel (médecin, pharmacien, etc.) est habilité à le faire.

Structure chimique d'un antidépresseur tétracyclique, la mirtazapine.

Les antidépresseurs tétracycliques sont une classe de médicaments antidépresseurs. Ils tiennent leur nom de leur structure chimique qui contient quatre cycles. Ils sont relativement proches chimiquement et pharmacologiquement des antidépresseurs tricyliques,. Les antidépresseurs tétracycliques ont aussi été utilisés dans le traitement d'autres troubles, comme la perte d'appétit, l'anorexie, les troubles anxieux, l'insomnie, la nausée et les vomissements.
Ces antidépresseurs appartiennent tous à la classe pharmacologique des antidépresseurs noradrénergiques et sérotoninergiques spécifiques (NaSSA). Étant donné qu'il s'agit d'antagonistes de la sérotonine (notamment du récepteur 5-HT2A), ils sont plus sédatifs que les inhibiteurs sélectifs de la recapture de la sérotonine (ISRS). Ils peuvent être utiles chez des patients chez qui les ISRS sont inefficaces ou qui ont besoin d'antidépresseurs plus sédatifs. Enfin, certaines études ont démontré que leur administration, conjointement à un traitement antipsychotique, augmentait l'efficacité de ce dernier, et ce, en raison de l'effet antisérotoninergique.
L'antipsychotique Sycrest (asénapine) possède une structure chimique très proche de celle des antidépresseurs tétracycliques.

## Liste d'antidépresseurs tétracycliques
- Médicaments :
  - amoxapine (Asendin) ;
  - miansérine (Athymil, Bolvidon, Norval, Tolvon) ;
  - mirtazapine (Remeron, Norset, Zispin, Avanza) ;
  - setiptiline (en) (Tecipul).
- Molécule non distribuée :
  - oxaprotiline (en)

## Syndrome de discontinuation associé aux antidépresseurs
L'arrêt ou la réduction marquée de la dose de certains traitements antidépresseur tétracyclique peut provoquer un syndrome de discontinuation associé aux antidépresseurs (ex. : la mirtazapine).